# Eudarcia alberti
Eudarcia alberti is een vlinder uit de familie van de Meessiidae. Deze soort is voor het eerst wetenschappelijk beschreven als Meessia alberti door Hans Georg Amsel in een publicatie uit 1957.
De soort komt voor in Portugal en Spanje.